# Azerbajdzsáni politikai pártok listája

Azerbajdzsán címere

Azerbajdzsánban jelenleg többpártrendszer működik, így számos politikai párt létezik az országban. 2022 márciusáig az azerbajdzsáni Igazságügyi Minisztérium összesen 59 politikai pártot regisztrált, amelynek többsége jelenleg parlamenten kívüli pártként működik.
Ez a szócikk Azerbajdzsán politikai pártjait sorolja fel.

## Parlamenti pártok
Az azerbajdzsáni parlamentben képviselővel rendelkező pártok:
| Név | Név | Név                                                                                        | Rövidítés | Elnök               | Ideológia                                                    | Képviselők száma | Politikai spektrum  | Parlamenti szerepe |
| --- | --- | ------------------------------------------------------------------------------------------ | --------- | ------------------- | ------------------------------------------------------------ | ---------------- | ------------------- | ------------------ |
|     |     | Új Azerbajdzsán Párt Yeni Azərbaycan Partiyası                                             | YAP       | İlham Əliyev        | Nacionalizmus Konzervativizmus Szekularizmus                 | 70               | Jobbközép           | Kormánypárt        |
|     |     | Polgári Szolidaritás Párt Vətəndaş Həmrəyliyi Partiyası                                    | VHP       | Sabir Rüstəmxanlı   | Nacionalizmus Nemzeti konzervativizmus                       | 3                | Jobboldal           | Ellenzék           |
|     |     | Azerbajdzsáni Demokratikus Felvilágosodás Párt Azərbaycan Demokratik Maarifçilik Partiyası | ADMP      | Elşən Musayev       | Konzervativizmus                                             | 1                | Jobbközép           | Ellenzék           |
|     |     | Polgári Összefogás Párt Vətəndaş Birliyi Partiyası                                         | VBP       | Sabir Haciyev       | Szociáldemokrácia                                            | 1                | Balközép            | Ellenzék           |
|     |     | Haza Pártja Ana Vətən Partiyası                                                            | AVP       | Fəzail Ağamalı      | Nacionalizmus Konzervativizmus                               | 1                | Jobboldal           | Ellenzék           |
|     |     | Nagyrendi Párt Böyük Quruluş Partiyası                                                     | BQP       | Fazil Mustafa       | Liberalizmus Liberális demokrácia                            | 1                | Jobbközép           | Ellenzék           |
|     |     | Egységpárt Vəhdət Partiyası                                                                | VƏHDƏT    | Tahir Kərimli       | Nacionalizmus                                                | 1                | Centrista           | Ellenzék           |
|     |     | Demokratikus Reformpárt Demokratik İslahatlar Partiyası                                    | DİP       | Asim Mollazadə      | Liberalizmus Reform                                          | 1                | Jobbközép           | Ellenzék           |
|     |     | Republikánus Alternatív Párt Respublikaçı Alternativ Partiyası                             | REAL      | İlqar Məmmədov      | Liberális demokrácia Nemzeti liberalizmus Szekularizmus      | 1                | Centrista Jobbközép | Ellenzék           |
|     |     | Egész Azerbajdzsán Népfront Párt Bütöv Azərbaycan Xalq Cəbhəsi Partiyası                   | BAXCP     | Qüdrət Həsənquliyev | Szociálkonzervativizmus Gazdasági liberalizmus Nacionalizmus | 1                | Jobbközép Jobboldal | Ellenzék           |